# Ваккарелло, Делия
Делия Ваккарелло (итал. Delia Vaccarello, 7 октября 1960, Палермо — 27 сентября 2019, Палермо) — итальянская журналистка и писательница, а также активистка за права ЛГБТ. Она читала лекции по журналистике в Болонье и Урбино, а также редактировала колонки в национальной периодической печати, посвящённые вопросам борьбы с дискриминацией. Идентифицировала себя как лесбиянка, в 2005 году она участвовала в проекте муниципалитета Венеции по просвещению граждан в отношении гомофобии. В Arnoldo Mondadori Editore она курировала многотомную антологию о любви между женщинами Principesse azzurre («Голубые принцессы»).

## Биография
Делия Ваккарелло родилась 7 октября 1960 года в Палермо. Она окончила Римский университет Сапиенца по специальности философия, написав диссертацию по культурной антропологии.
С 1990 года Ваккарелло была связана с газетой L’Unità, сначала как сотрудник, а затем как фрилансер. Для L’Unità она редактировала страницу «Uno, due, tre… liberi tutti» («Раз, два, три… все бесплатно»). Она также сотрудничала с еженедельником Il Salvagente, для которого редактировала колонку «Il Salvagiovani». С 2010 года она была связана с Il Fatto Quotidiano, а с мая 2013 года — с Huffington Post.
В дополнение к своей писательской деятельности Ваккарелло проводила семинары в школах журналистики в Болонье и Урбино, для которых она разработала неопубликованный курс исследований под названием «СМИ и предубеждения», последний из которых касается, в частности, сексуальной ориентации. С 29 августа по 8 сентября 2007 года она была членом жюри первой премии Queer Lion Award на 64-м Венецианском международном кинофестивале.
Болела раком с 2013 года; Ваккарелло умерла в Палермо 27 сентября 2019 года.

## Избранные работы

### Автор
- Gli svergognati: vite di gay, lesbiche, trans… storie di tutti, Milan, La Tartaruga, 2003, ISBN 88-7738-369-0.
- L'amore secondo noi: ragazzi e ragazze alla ricerca dell'identità, Milan, Mondadori, 2005, ISBN 88-04-54404-X.
- Sciò!: giovani, bugie, identità, Milan, Mondadori, 2007, ISBN 88-04-56835-6.
- Quando si ama si deve partire, Milan, Mondadori, 2008, ISBN 88-04-57801-7.
- Evviva la neve, Milan, Mondadori, 2010, ISBN 88-04-60234-1.

### Редактор
- Il bambino colorato. Incontro internazionale, Castiglioncello 21-22-23 aprile 1989. Comune di Rosignano Marittimo, Coordinamento Genitori Democratici / Delia Vaccarello ; Mavì Zongoli. — Napoli : Tecnodid, 1991.
- Il bambino bruciato. Incontro internazionale. Castiglioncello, 11-12-13 maggio 1990, Comune di Rosignano Marittimo, Coordinamento Genitori Democratici / Delia Vaccarello ; Mavì Zongoli. — Firenze : La Nuova Italia, 1991. — ISBN 88-221-0982-1.
- Principesse azzurre: racconti d'amore e di vita di donne tra donne / Delia Vaccarello. — Milano : Mondadori, 2003. — ISBN 88-04-51654-2.
- Principesse azzurre 2: racconti d'amore e di vita di donne tra donne / Delia Vaccarello. — Milano : Mondadori, 2004. — ISBN 88-04-52903-2.
- Principesse azzurre 3: racconti d'amore e di vita di donne tra donne / Delia Vaccarello. — Milano : Mondadori, 2005. — ISBN 88-04-54728-6.
- Principesse azzurre crescono: racconti d'amore e di vita di donne tra donne / Delia Vaccarello. — Milano : Mondadori, 2006. — ISBN 88-04-55575-0.
- Principesse azzurre da guardare: racconti d'amore e di vita di donne tra donne / Delia Vaccarello. — Milano : Mondadori, 2007. — ISBN 978-88-04-56895-7.
- Eros up, principesse azzurre in amore: racconti d'amore e di vita di donne tra donne / Delia Vaccarello. — Milano : Mondadori, 2008. — ISBN 978-88-04-57776-8.
- Pressoché amanti: racconti d'amore e di vita di donne tra donne / Delia Vaccarello. — Milano : Mondadori, 2009. — ISBN 978-88-04-59262-4.